# Aubry-le-Panthou
Pour les articles homonymes, voir Aubry.
Aubry-le-Panthou est une commune française, située dans le département de l'Orne en région Normandie, peuplée de 130 habitants.

## Géographie
La commune est au sud du pays d'Auge. Son bourg est à 9,5 km au sud de Vimoutiers, à 11 km au nord-ouest de Gacé et à 27 km au nord-est d'Argentan.
Le territoire est bordé par la route reliant Vimoutiers et Gacé.
| Fresnay-le-Samson | Fresnay-le-Samson et Roiville | Roiville, Neuville-sur-Touques |
| Survie            | Aubry-le-Panthou              | Neuville-sur-Touques Mardilly  |
| Survie            | Survie La Fresnaie-Fayel      | Mardilly                       |

### Hydrographie
La commune est située dans le bassin Seine-Normandie. Elle est drainée par la Vie, le fossé 01 du Moulin Sainte-Croix, le fossé 01 du Moutier, le fossé 03 du Moulin Foulon et le ruisseau du Val Roger,,.
La Vie, d'une longueur de 67 km, prend sa source dans la commune de Ménil-Hubert-en-Exmes et se jette  dans la Dives à Méry-Bissières-en-Auge, après avoir traversé 16 communes. 

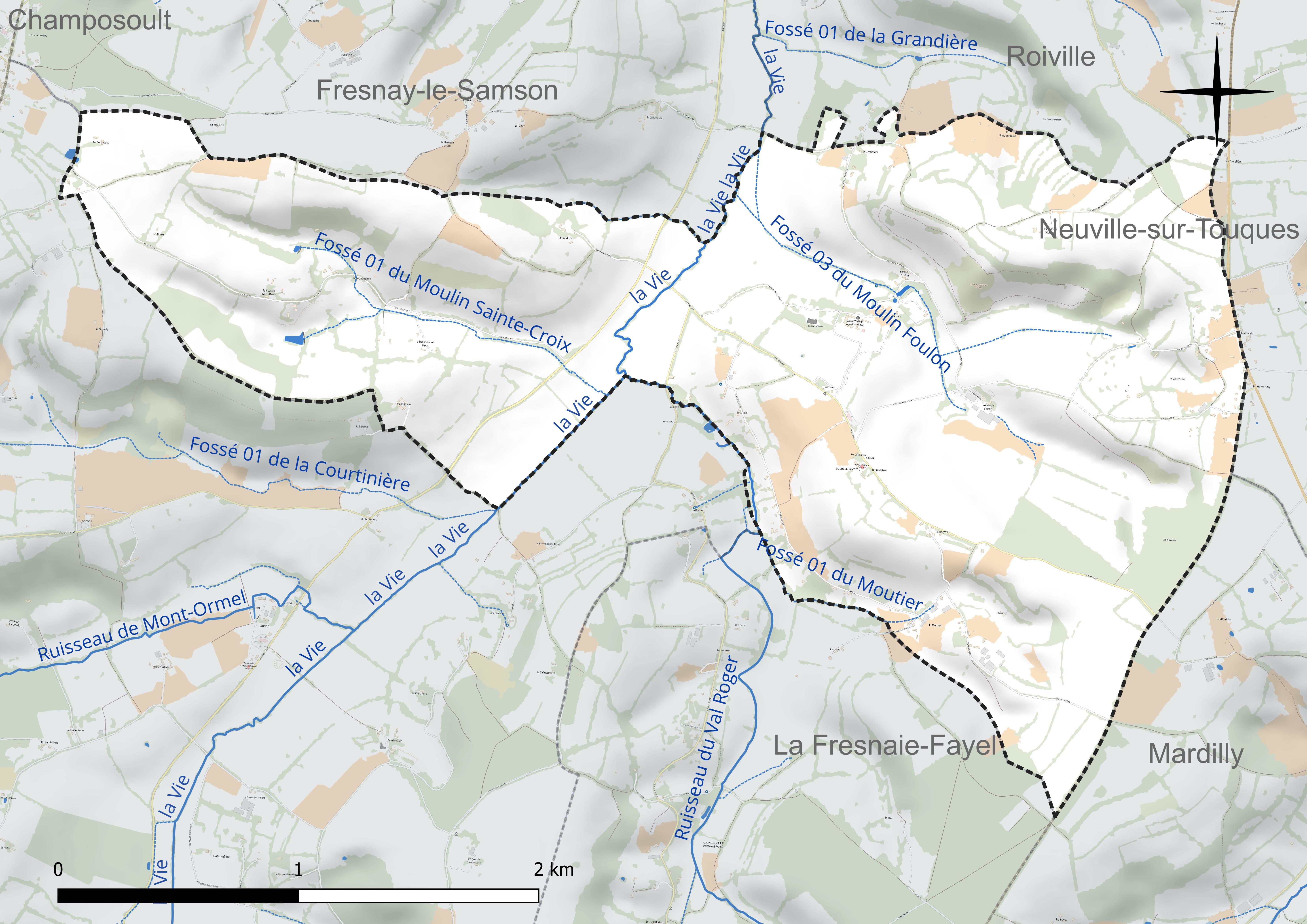
Réseau hydrographique d'Aubry-le-Panthou.

### Climat
Pour des articles plus généraux, voir Climat de la Normandie et Climat de l'Orne.
En 2010, le climat de la commune est de type climat océanique dégradé des plaines du Centre et du Nord, selon une étude du CNRS s'appuyant sur une série de données couvrant la période 1971-2000. En 2020, Météo-France publie une typologie des climats de la France métropolitaine dans laquelle la commune est exposée à un climat océanique et est dans la région climatique Normandie (Cotentin, Orne), caractérisée par une pluviométrie relativement élevée (850 mm/a) et un été frais (15,5 °C) et venté. Parallèlement le GIEC normand, un groupe régional d’experts sur le climat, différencie quant à lui, dans une étude de 2020, trois grands types de climats pour la région Normandie, nuancés à une échelle plus fine par les facteurs géographiques locaux. La commune est, selon ce zonage, exposée à un « climat contrasté des collines », correspondant au Pays d’Auge, Lieuvin et Roumois, moins directement soumis aux flux océaniques et connaissant toutefois des précipitations assez marquées en raison des reliefs collinaires qui favorisent leur formation.
Pour la période 1971-2000, la température annuelle moyenne est de 10,1 °C, avec une amplitude thermique annuelle de 13,7 °C. Le cumul annuel moyen de précipitations est de 839 mm, avec 13,1 jours de précipitations en janvier et 8,2 jours en juillet. Pour la période 1991-2020, la température moyenne annuelle observée sur la station météorologique la plus proche, située sur la commune de Ticheville à 7 km à vol d'oiseau, est de 10,9 °C et le cumul annuel moyen de précipitations est de 826,1 mm,. Pour l'avenir, les paramètres climatiques de la commune estimés pour 2050 selon différents scénarios d’émission de gaz à effet de serre sont consultables sur un site dédié publié par Météo-France en novembre 2022.

## Urbanisme

### Typologie
Au 1er janvier 2024, Aubry-le-Panthou est catégorisée commune rurale à habitat très dispersé, selon la nouvelle grille communale de densité à sept niveaux définie par l'Insee en 2022.
Elle est située hors unité urbaine et hors attraction des villes,.

### Occupation des sols
L'occupation des sols de la commune, telle qu'elle ressort de la base de données européenne d’occupation biophysique des sols Corine Land Cover (CLC), est marquée par l'importance des territoires agricoles (95,9 % en 2018), une proportion identique à celle de 1990 (95,9 %). La répartition détaillée en 2018 est la suivante : 
prairies (62 %), terres arables (32,4 %), forêts (4,1 %), zones agricoles hétérogènes (1,5 %). L'évolution de l’occupation des sols de la commune et de ses infrastructures peut être observée sur les différentes représentations cartographiques du territoire : la carte de Cassini (XVIIIe siècle), la carte d'état-major (1820-1866) et les cartes ou photos aériennes de l'IGN pour la période actuelle (1950 à aujourd'hui).

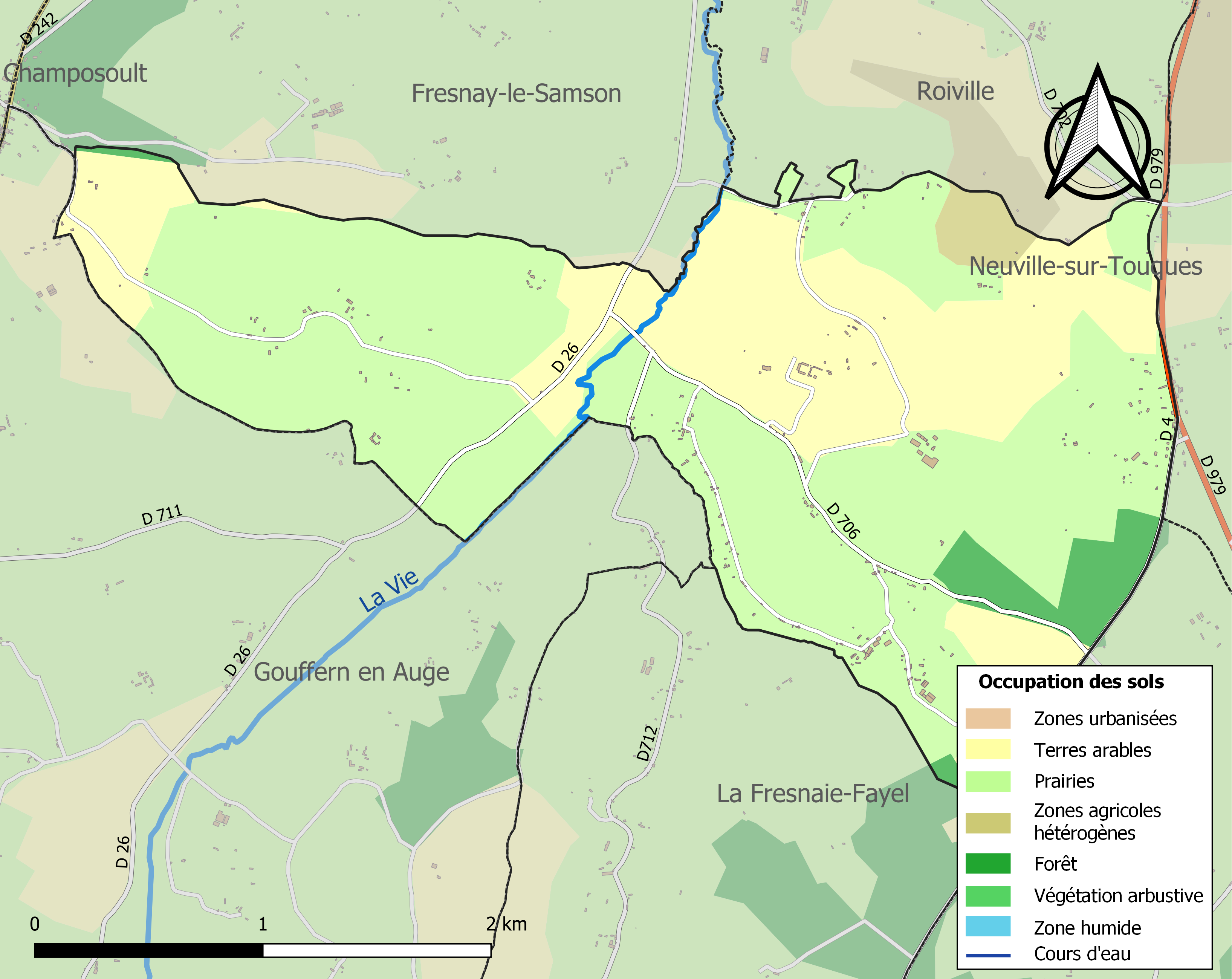
Carte des infrastructures et de l'occupation des sols de la commune en 2018 (CLC).

## Toponymie
Le nom de la localité est attesté sous la forme Alberi en 1127.
Le toponyme Aubry est issu soit de l'anthroponyme germanique Albéric, pris absolument et qui explique l'ancien prénom Aubry, devenu patronyme. Soit du roman Alberius, dans ce dernier cas suivi du suffixe -acum.
Le déterminant le-Panthou se réfère à un seigneur local, Guillaume Pantol ou Pantolf, compagnon de Guillaume le Conquérant. L'anthroponyme Panthou (variante Pantou) subsiste comme nom de famille en Normandie et procède du germanique occidental *Pantulf, *Pantolf, latinisé en *Pantulfus. Il est sans doute apparenté à Pandulfus cité par Marie-Thérèse Morlet. On le retrouve dans Bois-Penthou (Bois Pantol 1210, Bois penttout 1395), ancienne commune de l'Eure rattachée à Chambord (Eure).
Le gentilé est Auber-Pantholien.

## Histoire
L'existence d'un lieu-dit le Moutier dans la commune laisse supposer l'existence au Moyen Âge d'un lieu de culte différent de l'actuelle église (ancien français mostier « église », beaucoup plus rarement « couvent, monastère »). On retrouve le même élément dans le nom du chef-lieu de canton, Vimoutiers.
En 1822, Aubry-le-Panthou (352 habitants en 1821) absorbe Saint-Denis-des-Ifs (89 habitants),.

## Politique et administration
La commune d'Aubry-le-Panthou a la particularité de n'avoir connu que deux maires durant tout le XXe siècle. Le mandat du premier a duré de 1899 à 1960, celui du second (Daniel Cholet) de 1960 à 2000.
| Période                                  | Période  | Identité           | Étiquette | Qualité             |
| ---------------------------------------- | -------- | ------------------ | --------- | ------------------- |
| 1899                                     | 1960     | Joseph Boisson     |           |                     |
| 1960                                     | 2000     | Daniel Cholet      |           |                     |
| mars 2001                                | En cours | Jean-Claude Laigre | SE        | Exploitant agricole |
| Les données manquantes sont à compléter. |          |                    |           |                     |

Le conseil municipal est composé de onze membres dont le maire et deux adjoints.

## Démographie
L'évolution du nombre d'habitants est connue à travers les recensements de la population effectués dans la commune depuis 1793. Pour les communes de moins de 10 000 habitants, une enquête de recensement portant sur toute la population est réalisée tous les cinq ans, les populations de référence des années intermédiaires étant quant à elles estimées par interpolation ou extrapolation. Pour la commune, le premier recensement exhaustif entrant dans le cadre du nouveau dispositif a été réalisé en 2007.
En 2022, la commune comptait 130 habitants, en évolution de +15,04 % par rapport à 2016 (Orne : −3,21 %, France hors Mayotte : +2,11 %).
Aubry-le-Panthou a compté jusqu'à 404 habitants en 1806, population jamais atteinte depuis, même après la fusion avec Saint-Denis-des-Ifs en 1822. Celle-ci était alors à son maximum démographique avec 89 habitants (1821).
| 1793 | 1800 | 1806 | 1821 | 1836 | 1841 | 1846 | 1851 | 1856 |
| ---- | ---- | ---- | ---- | ---- | ---- | ---- | ---- | ---- |
| 348  | 346  | 404  | 352  | 367  | 359  | 338  | 308  | 313  |

| 1861 | 1866 | 1872 | 1876 | 1881 | 1886 | 1891 | 1896 | 1901 |
| ---- | ---- | ---- | ---- | ---- | ---- | ---- | ---- | ---- |
| 335  | 293  | 251  | 240  | 260  | 247  | 183  | 216  | 205  |

| 1906 | 1911 | 1921 | 1926 | 1931 | 1936 | 1946 | 1954 | 1962 |
| ---- | ---- | ---- | ---- | ---- | ---- | ---- | ---- | ---- |
| 176  | 187  | 178  | 197  | 180  | 205  | 177  | 162  | 203  |

| 1968 | 1975 | 1982 | 1990 | 1999 | 2006 | 2007 | 2012 | 2017 |
| ---- | ---- | ---- | ---- | ---- | ---- | ---- | ---- | ---- |
| 207  | 121  | 89   | 106  | 93   | 98   | 98   | 107  | 115  |

| 2022 | - | - | - | - | - | - | - | - |
| ---- | - | - | - | - | - | - | - | - |
| 130  | - | - | - | - | - | - | - | - |

## Culture locale et patrimoine

### Lieux et monuments
- Église Saint-Germain-l'Auxerrois, du XVIIIe siècle, rénovée en 2016.
- Le château d'Osmont[31], du XIXe siècle, construit par le marquis d'Osmond, Charles Eustache Gabriel. Il délaisse alors le premier château[32] XVIIIe, relégué en simples communs. La famille d'industriels de Vimoutiers Laniel acquiert ensuite le tout. L'ensemble est divisé en de nombreuses parcelles. Si certaines terres appartiennent encore à la famille Laniel, le château XIXe a été plusieurs fois vendu, devenant tour à tour une colonie de vacances puis un couvent.
- Monument aux morts (Première Guerre mondiale).
- Vajradhara-Ling et son projet de Temple pour la paix.

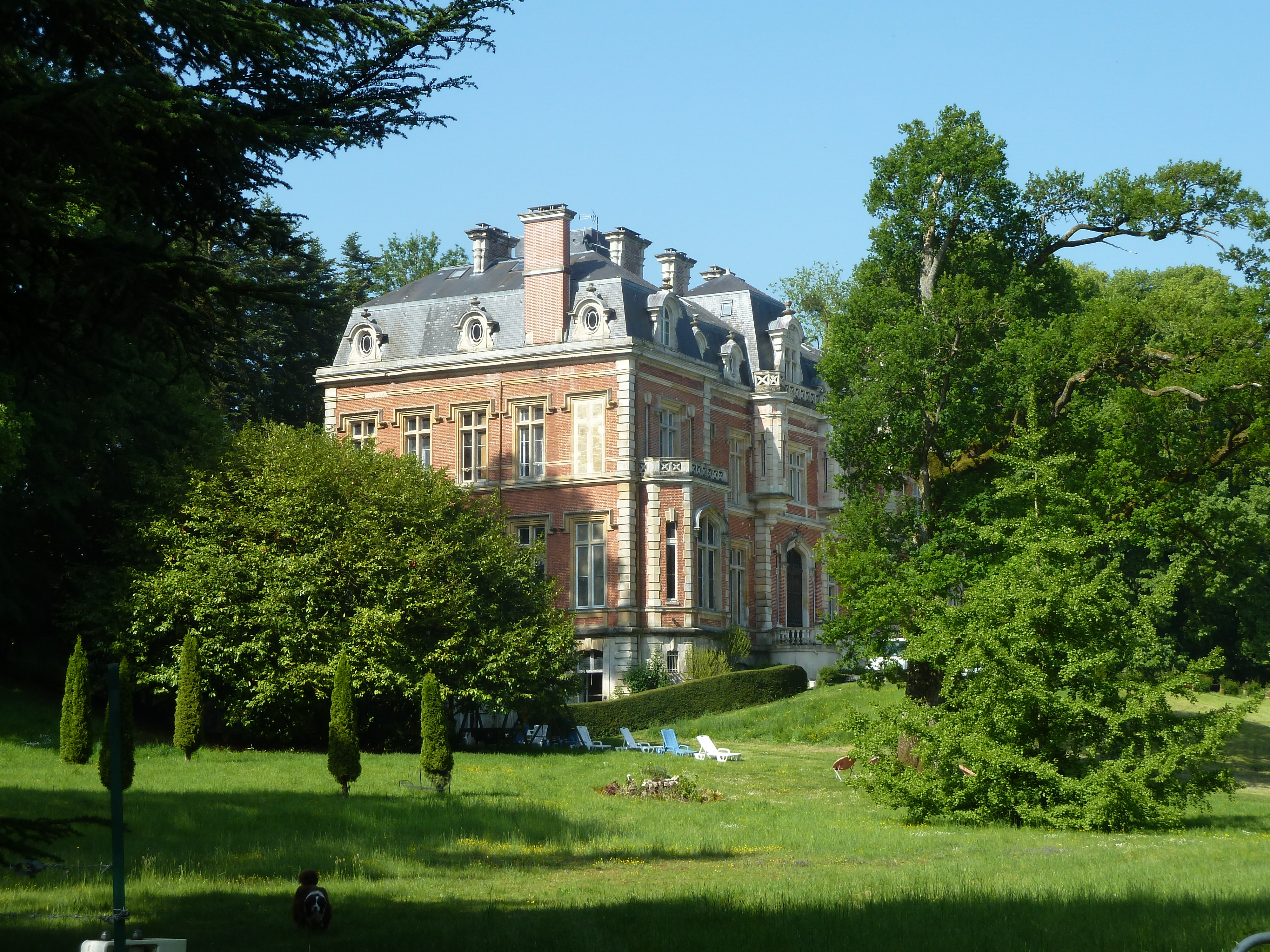
Le château d'Osmont.
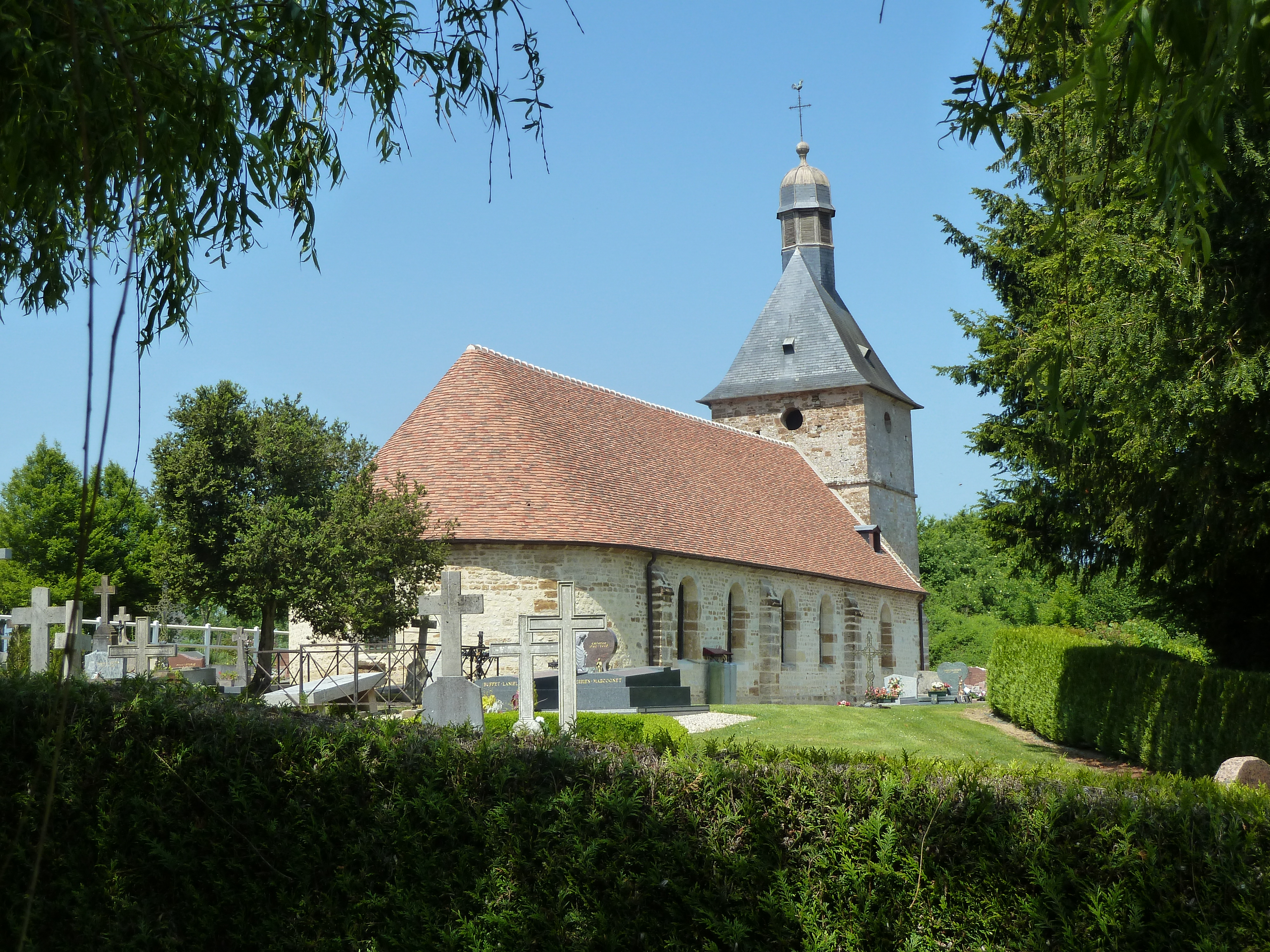
L'église Saint-Germain-l'Auxerrois.
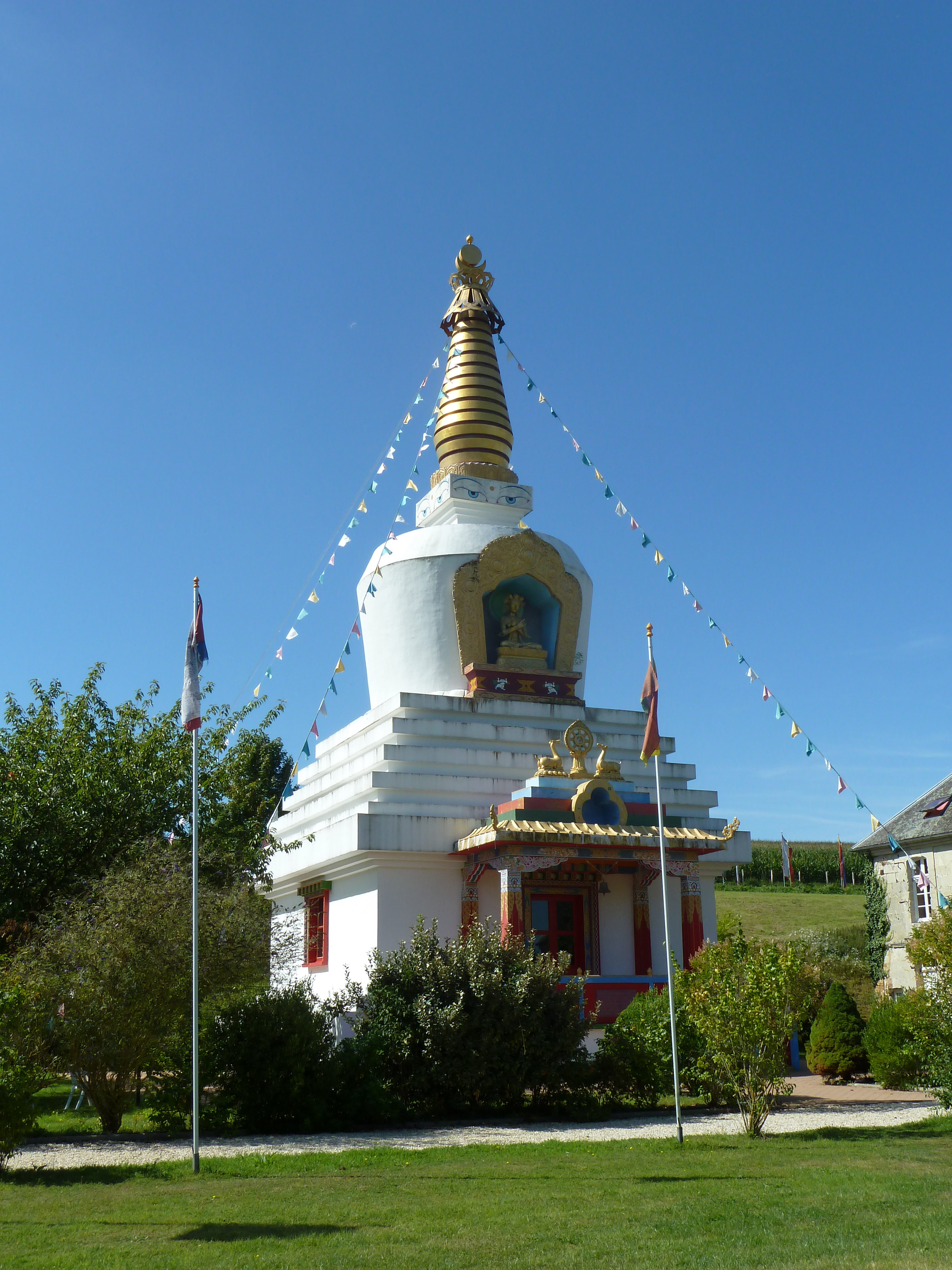
Vajradhara-Ling.

### Personnalités liées à la commune
- Guillaume Pantol.
- Famille d'Osmond.
- Henri Laniel (1857 - 1936 à Aubry-le-Panthou), député.
- René Laniel (1900 - 1964), sénateur, adjoint au maire d'Aubry-le-Panthou[33].

## Héraldique
| Blason de Aubry-le-Panthou | Blason  | De gueules à la jumelle d'argent accompagnée en chef de deux croissants d'or et en pointe d'un vol d'hermine. |
| Blason de Aubry-le-Panthou | Détails | Le statut officiel du blason reste à déterminer.                                                              |